# Rudník (Polsko)
Rudník (polsky Rudnik) je vesnice v jižním Polsku ve Slezském vojvodství v okrese Těšín v gmině Hažlach. Leží na území Těšínského Slezska, geomorfologicky je součástí Ostravské pánve. Podle sčítání lidu v roce 2011 zde žilo 451 obyvatel, rozloha obce činí 4,10 km².
První zmínka o obci pochází z roku 1566. Dějiny Rudníku byly úzce spjaté s dějinami Velkých Kunčic. Mezi lety 1608 až 1750 patřila rodu Wilczků, pak Harasovských, a od konce 18. století Larischů. V rakouských sčítáních lidu z konce 19. století se uvádí jako část Velkých Kunčic. V roce 1920 byla spolu s celým východním Těšínskem rozhodnutím Konference velvyslanců připojena k Polsku.
Rudník se vyznačuje značným rozptýlením zástavby a nemá jasně vymezený intravilán. Za centrum se označuje nejčastěji křižovatku ulic Centralna, Szkolna a Leśna, u níž se nachází katolický kostelík z roku 1908 (Kaple Jména Marie), hostinec, hasičská zbrojnice a autobusová zastávka Rudnik Centrum.